# Hennenkrieg
Als Hennenkrieg werden kriegerische Auseinandersetzungen zwischen dem unter habsburgischem Einfluss und der Kontrolle des Gotteshausbundes stehenden Unterengadin einerseits und dem habsburgischen Tirol anderseits in den Jahren 1475 und 1476 bezeichnet.
Im Kampf um den Einfluss auf das Unterengadin verweigerten die Engadiner angeblich die Abgabe ihrer Steuer in Form von Fastnachtshühnern an die österreichischen Pfleger von Nauders – daher die Bezeichnung „Hennenkrieg“. Grund für die Verweigerung war, dass 1471 ein kaiserliches Schiedsgericht in Glurns dem Bischof im Unterengadin die übergeordnete Hochgerichtsbarkeit abgesprochen hatte.
Daraufhin unternahmen die Vögte von Nauders und Schlandersberg einen Vergeltungsfeldzug, um ihre feudalen Ansprüche durchzusetzen. Ein Tiroler Kriegshaufen verwüstete unter anderem Ramosch und die dortige Burg Tschanüff, wurde aber mit Hilfe der Oberengadiner vertrieben. Anschließend schwelten die Konflikte auch in Nauders, wo das dortige Schloss gestürmt wurde. Engadiner und Nauderer verwüsteten gegenseitig ihre Felder. Erst 1492 unternahm der Bischof erneut einen Versuch, das hohe Gericht wieder an sich zu ziehen.
1499 fand der Hennenkrieg im Schwabenkrieg seine Fortsetzung, als Tirol das Val Müstair und das Vinschgau besetzen ließ, um seine Rechte auch im Engadin durchzusetzen.